# تصنيف الحواسيب

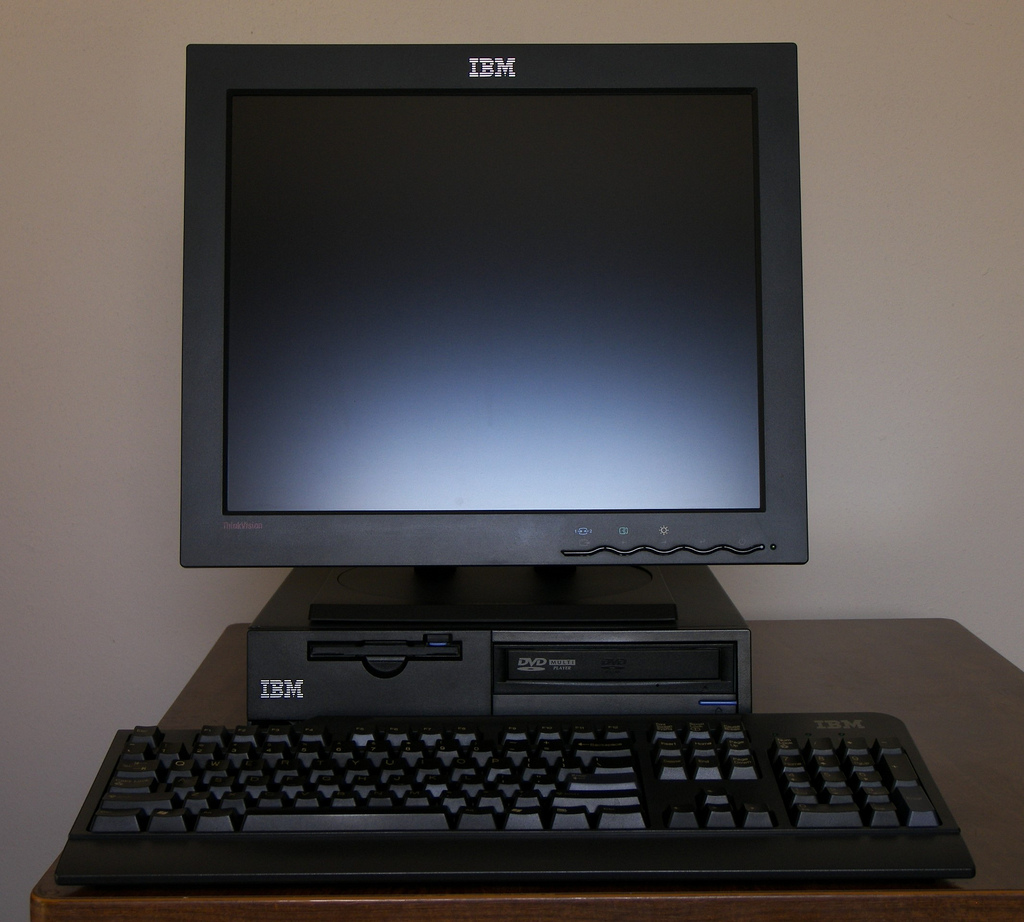

الحَاسُوب (بالإنجليزية: Computer)‏  آلة إلكترونية لها قابلية استقبال البيانات ومعالجتها إلى معلومات ذات قيمة يخزنها في وسائط تخزين مختلفة، وفي الغالب يكون قادراً على تبادل هذه النَتَائِج والمعلومات مع أجهزة أخرى متوافقة. وهناك عشرات الأنواع من الحواسيب، منها ما هو للاستخدام الشخصي، ومنها ما هو للاستخدام العام، الذي في الغالب يصنع خصيصا للدول والمؤسسات والشركات الكبرى. فيما يلي أبرز أنواع الحواسيب.

## أنواع أجهزةالحاسوب

### الحاسوب الشخصي
الحاسوب الشخصي هو جهاز يستخدم من قبل شخص واحد أي انه مخصص للأفراد على غرار بقية أنواع الحواسيب التي تستخدم من قبل مجموعة من الافراد.

### الحاسوب القياسي الافقي (Desktop PC)
الحاسوب الشخصي القياسي يمكن وضعه على المكتب، حيث تكون شاشة العرض لديه موضوعة فوق علبة الحاسوب الافقية.

### الحاسوب القياسي العمودي (Tower PC)
الحاسوب الشخصي المزود بعلبة عمودية تحتوي على نفس الأجزاء الموجودة في الحاسوب الشخصي القياسي الافقي، باستثناء ان العلبة الافقية أكبر حجما وبالتالي يمكن تركيب أجهزة أكثر في داخلها. يمكن وضع العلبة العمودية على الأرض لتوفير المساحة على المكتب.

### الحاسوب المحمول (اللابتوب) (Laptop)
يتميز بأنه صغير وخفيف الوزن، مما يجعله ممكنا للحمل على عكس أجهزة الحاسوب القياسية. حاسوب المفكرة يمكن أن يعمل على الكهرباء أو على البطارية.

### الحاسوب الرئيسي أو (Main Frame)
الحواسيب الرئيسية هي حواسيب كبيرة، قوية النظام، وغالية الثمن. تستخدم كمرجع في المؤسسات الكبيرة. تستخدم هذه الحواسيب في عمليات التخزين المركزي، المعالجة المركزية وإدارة كمية كبيرة من البيانات. أما ثمن الحاسوب الرئيسي فقد يصل إلى مئة آلف دولار أمريكي. كما أن قوة الحاسوب يمكن أن توزع على عدد من المستخدمين الذين ينفذون إلى الحاسوب الرئيسي عن طريق حواسيبهم الشخصية.

### الحاسوب الشخصي المسمى بالأبل ماك (APPLE MAC)
هذا الحاسوب يختلف عن الحاسوب الشخصي الذي تكلمنا عنه سابقا. حيث أنه يستخدم نظام تشغيل مختلف وكذلك يتطلب إصدارات خاصة من البرامج، حتى الأجزاء الداخلية يجب أن تكون مصممة إلى حد ما يمكن وصلها مع هذا النوع من الحواسيب. في السابق كان الشيء الأساسي الذي يميز الحاسوب الشخصي عن حاسوب الماك هو ما يسمى بواجهة التطبيقات الرسومية (GUI) أو بكلمات أخرى الطريقة التي تمّكنك من التحكم بالحاسوب من خلال الفأرة، لاستخدام الحواسيب الشخصية القديمة كان الأمر يتطلب خبرة في هذه الأجهزة، أما حديثا- وبوجود أنظمة شركة مايكروسوفت لم يعد يوجد فرق بين أجهزة الحاسوب الشخصي التقليدية وأجهزة الماك.

### الحاسوب الشبكي (Network PC)
الشبكة تسمح لك بوصل جهازين أو أكثر مع بعضهم البعض، وهذا يسمح للبيانات المخزنة في حاسوب من أن تستخدم من قبل الحاسوب الآخر المتصل على الشبكة، كما أنها تسمح بمشاركة بعض الموارد، فمثلا، بدل أن يحتاج كل حاسوب طابعة خاصة متصلة به مباشرة، يمكنك الآن احضار طابعة واحدة لتكون مشتركة.

### المساعد الرقمي الشخصي (PDA)
المساعد الرقمي الشخصي (PDA) مجهز بقلم خاص بدل من لوحة المفاتيح والذي يمكن استخدامه لتخزين واستدعاء المعلومات. وكالعديد من أجهزة الحاسوب الآلي يمكن وصله بالإنترنت.

## مقارنة أنواع الحاسب
- المركزي (ماين فريم):
  - السعة: هي أجهزة قوية جدا، عادة تكون موصولة بعدة أجهزة شخصية عبر الشبكة.
  - السرعة: هي أسرع بكثير من الحواسيب الشخصية، ولذلك تستعمل لمعالجة كميات كبيرة من البيانات مثل البريد والرواتب والضرائب الخ.
  - الكلفة: غالية الثمن جدا، ولا تتمكن من شرائها الا الشركات الكبرى.
  - الاستخدام: فقط للموظفين في الشركات الكبرى كالبنوك.
- الحاسوب الشخصي
  - السعة: تحتوي على اقراص صلبة كبيرة السعة بالإضافة إلى احتوائها على الذاكرة العشوائية (RAM).
  - السرعة: سريعة نسبيا وتقاس سرعتها بوحدة ال GHz
  - الكلفة: أسعارها في انخفاض مستمر.
  - الاستخدام: تستخدم في المنزل، في المكاتب، للتعليم، وفي العيادات والشركات الصغيرة والكبيرة. في الواقع على الجميع معرفة كيفية تشغيل هذه الايام.
- كمبيوتر الشبكة
  - السعة: تحتوي على اقراص صلبة كبيرة بالإضافة لوجود الذاكرة العشوائية.
  - السرعة: سريعة نسبيا وتقاس سرعتها بوحدة ال GHz
  - الكلفة: يجب إضافة بطاقة لجهاز الشخصي العادي حتى يمكن وصله بالشبكة.
  - الاستخدام: نظرا لسهولة تركيب شبكة بين أجهزة، يمكن لاي شخص انشاؤها.
- المحمول
  - السعة: تحتوي على أقراص صلبة كبيرة السعة بالإضافة إلى احتوائها على الذاكرة العشوائية (RAM).
  - السرعة: سريعة نسبيا وتقاس سرعتها بوحدة ال GHz.
  - الكلفة: نظرا لكون مكونات الحاسوب مصغرة فيوجد كلفة إضافية على سعر الحاسوب الشخصي بنفس المواصفات.
  - الاستخدام: تستخدم من قبل رجال الأعمال، الاشخاص الذين يتنقلون بكثرة، وفي الأعمال التعليمية. بيد أنها أصبحت الآن متاحة للجميع لانخفاض أسعارها بالتدريج، حتى أصبحت تحل محل الحاسوب الشخصي لسهولة اقتناء جهاز لكل شخص
- المساعد الرقمي الشخصي
  - السعة: تكون سعة التخزين في هذه الأجهزة اقل بكثير من سعة التخزين في أجهزة الحاسوب الشخصية.
  - السرعة: أبطأ بكثير من أجهزة الشخصية إلا إذا كان الجهاز مرتفع السعر.
  - الكلفة: نسبيًا هي أغلى من الحواسيب الشخصية بشكل كبير.
  - الاستخدام: لرجال الأعمال في معظم الحالات.

## حواسيب رقمية
هي الحواسيب التي تعالج البيانات الرقمية فقط، وتستخدم هذه الحواسيب لحل المشكلات الحسابية وقواعد البيانات، تتميز بسرعتها العالية وأدائها لعدد كبير من العمليات الحسابية في نفس الوقت.